# Cnemaspis heteropholis
Espèce
Statut de conservation UICN

 NT  : Quasi menacé
Cnemaspis heteropholis est une espèce de geckos de la famille des Gekkonidae.

## Répartition
Cette espèce est endémique du Karnataka en Inde. Elle a été découverte à Gund dans le district d'Uttara Kannada.

## Description
Ces geckos sont insectivores diurne et arboricole.

## Publication originale
- Bauer, 2002 : Two new species of Cnemaspis (Reptilia: Squamata: Gekkonidae) from Gund, Uttara Kannada, India. Mitteilungen aus dem Hamburgischen Zoologischen Museum und Institut, vol. 99, p. 155-167.